# Sloupcový graf

Sloupcový graf

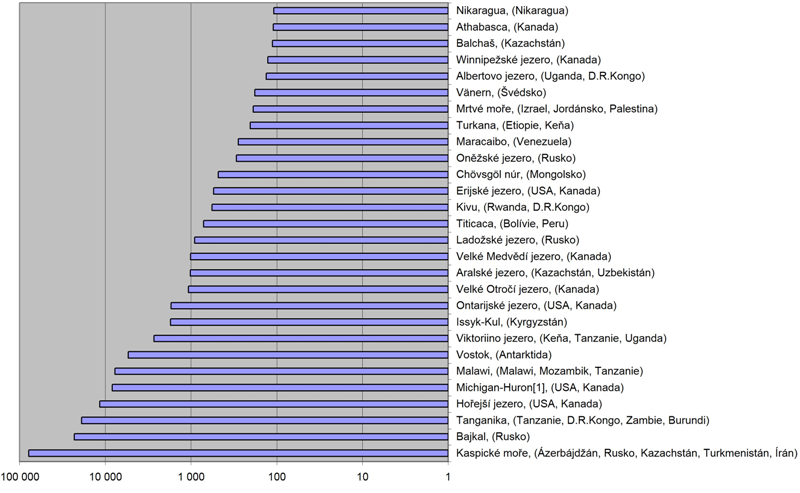
Ukázka horizontálního grafu - jezera podle objemu

Sloupcový graf nebo sloupcový diagram je diagram, který znázorňuje složení sledovaného souboru pomocí obdélníkových pruhů, jejichž délka proporcionálně odpovídá velikosti hodnot, které znázorňují. Pruhy mohou být nakresleny svisle i vodorovně.
Sloupcový graf poskytuje rychlý přehled o poměrech jednotlivých hodnot. Na první pohled vypadá jako histogram, ale vlastnosti jsou jiné.

## Chybné použití
Sloupcový graf by neměl používat k vyjádření hodnoty změny měřítka, ale pouze zvetšení v jednom směru. Plocha (případně objem) pak neodpovídá hodnotě a vytváří mylný dojem. Jako například grafické vyjádření zde.
| Zavádějící                                                                   | Řádný | Srovnání |
| ---------------------------------------------------------------------------- | ----- | -------- |
|                                                                              |       |          |
| Piktogram má 9krát větší plochu, přestože vyjadřuje jen 3krát větší hodnotu. |       |          |

Dalším zavádějícím použitím je absence měřítka a důsledného upozornění, že graf nemá počátek v nule.
| Menší rozdíl                                                                                            | Větší rozdíl |
| --- | ------------ |
| |              |
| Častá snaha zvýraznit v grafu rozdíly a nedostatečné vyznačení může být zavádějící a vést k manipulaci. |              |

Sloupcový graf může vést ke špatným interpretacím.